# Жила Федір Микитович
Федір Микитович Жила (1923 - 1991) - підполковник Радянської Армії, учасник Другої світової війни, Герой Радянського Союзу (1944).

## Біографія
Народився 20 грудня 1923 року в селищі Бахмач (нині – місто у Чернігівській області України). Здобув середню освіту. У вересні 1941 року Жила був призваний на службу в Робітничо-селянську Червону Армію . З жовтня 1942 - на фронтах Німецько-радянської війни. До квітня 1944 року гвардії сержант Федір Жила командував відділенням 105-го гвардійського стрілецького полку 34-ї гвардійської стрілецької дивізії 46-ї армії 3-го Українського фронту. Відзначився під час форсування Дністра.
17 квітня 1944 року Жила у складі групи з десяти бійців під командуванням гвардії лейтенанта Бориса Васильєва-Китина переправився через Дністер у районі села Раскаеці Суворовського району Молдавської РСР та захопив плацдарм на його західному березі. За дві наступної доби група успішно відбила сімнадцять німецьких контратак, захопила та утримала до підходу основних сил панівну висоту.
Указом Президії Верховної Ради СРСР від 13 вересня 1944 року за «зразкове виконання бойових завдань командування на фронті боротьби з німецькими загарбниками та виявлені при цьому мужність і героїзм» гвардії сержант Федір Жила був удостоєний високого звання Героя Радянського Союзу з ручкою Зірка» за номером 5121.
Надалі Жила брав участь у Ясько-Кишинівській операції, звільненні Румунії, Болгарії, Югославії, Угорщини та Австрії . Після закінчення війни Жила продовжив службу в Радянській Армії, закінчив Уфімське піхотне училище та курси «Постріл». У 1970 році у званні підполковника його було звільнено в запас. Проживав в Алма-Аті, працював військовим керівником школи № 120, потім начальником спортивного табору.
Помер 18 вересня 1991, похований в Алма-Аті.
Був також нагороджений орденом Вітчизняної війни 1-го ступеня та двома орденами Червоної Зірки, поряд медалей.